# Class 86
De Class 86 is een Britse elektrische locomotief die in 1965 en 1966 is gebouwd als standaard locomotief voor de West Coast Main Line. De reeks is ontwikkeld uit de voorseries Class 81, 82, 83, 84 en 85 en gebouwd bij English Electric in de Vulcan gieterij te Newton-le-Willows of de British Rail werkplaats in Doncaster. De reeks werd ingezet op de destijds net geëlektrificeerde West Coast Main Line en verzekerde de treinen van Londen Euston naar Birmingham, Crewe, Manchester Picadilly, Liverpool en later ook naar Preston en Glasgow. Hiermee werd de stoomtractie vervangen die bij British Rail uiteindelijk eindigde in 1968. De reeks kreeg aanvankelijk de aanduiding AL6, voluit AC Locomotive 6th design, ofwel wisselstroomlocomotief ontwerp 6, met de nummering E3101-E3200. In 1968 kreeg de reeks, in het kader van de computernummering, de aanduiding Class 86.  